# Roy Walford
Roy Lee Walford (29 juin 1924, San Diego, Californie – 27 avril 2004) est un médecin américain, pionnier dans l'étude de la  longévité. Il est mort à l'âge de 79 ans d'un arrêt respiratoire, complication d'une sclérose latérale amyotrophique (maladie de Charcot).
Il était un des plus fervents défenseurs de la restriction calorique comme méthode pour accroître la longévité et améliorer la santé.

## Carrière
Le Dr. Walford est connu pour avoir découvert que des souris de laboratoire, nourries avec un régime restreignant leur apport calorique de 50 % mais qui assure les besoins nutritionnels peuvent aller jusqu'à doubler leur espérance de vie.  
Il reçut son medical degree à l'Université de Chicago en 1948.  Il fit son internat au Gorgas Memorial Hospital, de  Panama, et son résidanat au V.A. Medical Center à Los Angeles.  Il sert ensuite deux ans dans l'U.S. Air Force pendant la Guerre de Corée.  
Dr. Walford rejoint la faculté de médecine de l'Université de Californie à Los Angeles (UCLA) en 1954.  Il devient professeur de pathologie à l'école de médecine de l'UCLA  en 1966.  Il devint professeur émérite de pathologie et de médecine de laboratoire à son départ pour rejoindre l'équipe de Biosphere 2 en 1991.   
A l'UCLA, le Dr. Walford occupa les postes suivants :
- Directeur de la Banque du sang et de la division hématologique des laboratoires de recherche clinique (1959-1980)
- Directeur de l'école de technologie médicale (1962-1972)
- Président du Comité du vivarium(1965-1968)

En plus de son service à l'UCLA, il était un expert en immunologie auprès de l'Organisation mondiale de la santé de 1969 à 1984, il était également un délégué sénatorial à la conférence  de la Maison Blanche sur le vieillissement  en 1981, et un membre du National Institute on Aging.
Au cours de sa carrière, le Dr Walford reçut divers honneurs et récompenses (liste non exhaustive) :
- Levine Award de l'American Society of Clinical Pathology
- Research Award de l'American Aging Association
- Kleemeier Award de la Gerontological Society of America
- Henderson Award de l'American Geriatrics Society
- The Senator Alan Cranston Award
- Infinity Award of the American Academy of Anti-Aging Medicine
- L'Astéroïde #4629 fut baptisé de son nom par son découvreur (E. Helene) en 1986

Le Dr. Walford et son travail ont été décrits dans des douzaines d'articles et de publications populaires comme Omni, Discover et Scientific American. Il a également fait plusieurs apparitions dans diverses émissions de télévision.

## Biosphère 2
Le Dr. Walford fut l'un des huit  “membres de l'équipage”  qui furent "scellés" à l'intérieur de Biosphère 2 où ils vécurent du  26 septembre, 1991  au 26 septembre, 1993.  Le Dr. Walford était le médecin de l'équipage.  Pendant son séjour dans Biosphère 2,  l'équipage a constaté qu'ils ne pourraient pas cultiver autant de nourriture que prévu, le Dr. Walford a convaincu l'équipage de suivre son régime de restriction calorique..  On raconte que ce régime “produisit de spectaculaires pertes de poids et améliora l'état de santé.”

## Travaux publiés
Walford est l'auteur de plusieurs livres, et il a fait le point sur ses convictions diététiques dans le bestseller  Un régime de longue vie (1987) traduction de The 120-Year Diet (1986) - réédité en 2000 uniquement en anglais sous le titre Beyond the 120-Year Diet. En outre, il a publié au moins 340 articles scientifiques, principalement à propos du vieillissement biologique.  
Le Dr. Walford est l'auteur ou le coauteur des livres suivants:
(en)  Roy L. Walford, "Leukocyte Antigens and Antibodies", Grune and Stratton, Inc., 1960, New York
(en) Roy L. Walford, "The Isoantigenic Systems of Human Leukocytes: Medical and Biological Significance", dans Series Haematologica Volume 2, Munksgaard, Copenhagen,1969, p. 1–96
(en) Roy L. Walford, "The Immunological Theory of Aging", Munksgaard, Copenhagen,1969,
(en) Roy L. Walford, "Maximum Life Span",  W.W. Norton & Co, New York, 1983,  (ISBN 0-380-65524-1)
(fr) Roy L. Walford, "La vie la plus longue",  Editions Robert Laffont S.A., Paris, 1984,  (ISBN 2-221-01085-X)
(en) Roy L. Walford, "The 120-Year Diet", Simon and Schuster, New York,1986, (ISBN 0-671-64904-3)
(fr) Roy L. Walford, "Un régime de longue vie",  Editions Robert Laffont S.A., Paris, 1987,  (ISBN 2-221-05171-8)
(en) Richard Weindruch, Roy L. Walford, "The Retardation of Aging and Disease by Dietary Restriction", Charles C. Thomas, New York,1988
(en) Roy L. Walford, Walford, Lisa J., " The Anti-Aging Plan",  Four Walls Eight Windows, New York,1994, (ISBN 1-569-24383-2)
(en) Roy L. Walford, "Beyond The 120-Year Diet", Four Walls Eight Windows, New York,2000, (ISBN 1-568-58157-2)

## Principes du régime de longue vie
- s'alimenter sans carence nutritive (vitamines, sels minéraux, acides aminés, ...).
- avoir une alimentation faiblement calorique

Roy Walford appelle ce régime du nom de 'CRON diet' pour Caloric Restriction Optimal Nutrition.
En recherche opérationnelle (Operational Research) ce problème est connu sous le nom de "extrémisation sous contraintes". Dans le cas du régime, l'extrémisation est la minimisation de l'apport calorique et les contraintes sont les apports nutritionnels minimums à respecter. L'algorithme qui le résout est le Simplex (et le Dual Simplex).
Ces deux principes (restriction calorique sans carence) étaient établis scientifiquement depuis l'expérience de Clive McCay en 1935 menée sur des rats ayant suivi ce régime dès leur naissance. Lorsque des expériences tentèrent d'appliquer ce régime à l'âge adulte ce fut un échec. Ce que découvrit Roy Walford est que les bénéfices du régime peuvent être obtenus à l'âge adulte si celui-ci est introduit progressivement.
Ce qui introduit un troisième principe : 
- pour les adultes, il faut étaler l'introduction du régime de telle sorte que la perte de poids soit très lente : en plusieurs années pour l'être humain.

Ces principes sont très bien décrits dans ses livres "Un régime de longue vie" et "Beyond The 120-Year Diet" (ou "The 120-Year Diet").
Roy Walford a suivi le régime qu'il préconisait : « On peut suivre ce traitement à n'importe quel âge. Je l'ai moi-même commencé il y a trois ans (j'ai 69 ans) en perdant graduellement du poids, et aujourd'hui je jeûne même complètement deux jours par semaine ».

## Anecdotes
En 1949, pendant des vacances avant ou après ses études médicales (les sources sont en désaccord), Walford et Albert Hibbs, étudiant en mathématique, analysèrent statistiquement les scores d'une roulette biaisée afin de  "casser la banque" à Reno. Ils ont enregistré les résultats à chaque tour, ont déterminé quelles roues étaient biaisées puis ils pariaient massivement sur celles qui étaient déséquilibrées.  Les casinos se sont par la suite rendu compte de ce que faisaient Walford et son ami et les ont expulsés.  Un photographe du Life Magazine les immortalisa buvant du lait et comptant leurs jetons (la photographie est parue dans le numéro du 7 décembre, 1949).  Leur méthode est aussi mentionnée dans le livre The Eudaemonic Pie par Thomas Bass.  Selon différentes sources, leurs gains atteignirent  $6,500 (Life Magazine) à $42,000 (une nécrologie du Gerontology Research Group). La somme la plus élevée est la plus probable, car Walford était réputé pour avoir payé une partie de ses études médicales et sa maison avec ses gains.  Ils ont également acheté un yacht et ont navigué sur les Caraïbes pendant plus d'un an.